# Цзыян
Цзыя́н (кит. упр. 资阳, пиньинь Zīyáng) — городской округ в провинции Сычуань КНР.

## История
В 1949 году был образован Специальный район Цзычжун (资中专区), которому подчинялось 8 уездов. В 1950 году он был преобразован в Специальный район Нэйцзян (内江专区), которому подчинялось 7 уездов. В 1970 году Специальный район Нэйцзян был переименован в Округ Нэйцзян (内江地区). В 1985 году постановлением Госсовета КНР Округ Нэйцзян был преобразован в Городской округ Нэйцзян (内江市).
В 1998 году постановлением Госсовета КНР из Городского округа Нэйцзян был выделен Округ Цзыян (资阳地区), в который вошли уезды Аньюэ и Лэчжи, а также городские уезды Цзыян и Цзяньян. В 2000 году постановлением Госсовета КНР Округ Цзыян был преобразован в Городской округ Цзыян; при этом городской уезд Цзыян был расформирован, а его территория стала районом Яньцзян городского округа Цзыян.
В 2016 году городской уезд Цзяньян был передан из состава городского округа Цзыян в состав города субпровинциального значения Чэнду.
В апреле 2022 года в результате ветра, ливней и града, произошедших в Цзыяне, были повреждены 42 линии электропередачи, почти 400 тыс. домов остались без света.

## Административно-территориальное деление
Городской округ Цзыян делится на 1 район, 2 уезда:
| Карта               | Карта    | Карта     | Карта       | Карта            | Карта         | Карта                      |
| ------------------- | -------- | --------- | ----------- | ---------------- | ------------- | -------------------------- |
| Яньцзян Аньюэ Лэчжи |          |           |             |                  |               |                            |
| Статус              | Название | Иероглифы | Пиньинь     | Население (2004) | Площадь (км²) | Плотность населения (/км²) |
| Район               | Яньцзян  | 雁江区    | Yànjiāng qū | 1 050 000        | 1633          | 643                        |
| Уезд                | Лэчжи    | 乐至县    | Lèzhì xiàn  | 870 000          | 1424          | 611                        |
| Уезд                | Аньюэ    | 安岳县    | Ānyuè xiàn  | 1 530 000        | 2690          | 569                        |

## Экономика

### Промышленность
В Цзыяне базируются производитель локомотивов, вагонов и другого железнодорожного оборудования CRRC Ziyang Locomotive, производитель электротехнического оборудования Ziyang CRRC Electrical Technology, производители грузовиков и автобусов Dongfeng Sitong Vehicle, Nanjun Automobile (CNJ Auto) и Hyundai Truck & Bus, завод автокомплектующих Ouzhong Automobile Fittings, производитель бытовой электротехники Chaodi Electric Appliances Industry, пищевые фабрики Ziyang Sihai Development Industry, Sichuan Yongxin Meat Foodstuff и Sichuan Sihai Food, пивоваренный завод Budweiser Sichuan Beer, фармацевтические фабрики Sichuan Hebang Pharmaceutical, Sichuan Daqian Pharmaceutical, Sichuan Rende Pharmaceutical и Sichuan Herun Pharmaceutical, деревообрабатывающая фабрика Shunda Plantation Products.

### Сельское хозяйство
Развиты выращивание риса, овощей, лимонов.

## Транспорт
Через Цзыян проходят национальное шоссе Годао 321 (Гуанчжоу — Чэнду), скоростная автомагистраль Сямынь — Чэнду (G76) и железная дорога Чэнду — Чунцин. Развито судоходство по реке Тоцзян.
24 ноября 2022 года в Цзыяне был успешно введен в эксплуатацию первый китайский пассажирский электропоезд на зубчатой железной дороге (маршрут Дуцзянъянь — Сыгуняншань).